# Niederhof (Waldbröl)
Niederhof ist eine Ortschaft in der Stadt Waldbröl im Oberbergischen Kreis im südlichen Nordrhein-Westfalen (Deutschland) innerhalb des Regierungsbezirks Köln.

## Lage und Beschreibung
Der Ort liegt etwa 3,9 km nördlich vom Stadtzentrum entfernt.

## Geschichte

### Erstnennung
1555  wurde der Ort das erste Mal urkundlich erwähnt und zwar „Verkauf der Diezenkauser Mühle im Niederhof an der Homburger Bröl durch Bertram v. d. Lippe gen. Hoen an Wilhelm Quad.“
Schreibweise der Erstnennung: Müle zu Ditzigkausen (=Niederhof)

## Freizeit

### Wander- und Radwege
Von Niederhof gehen folgende Wanderwege aus:
| Rund-/Wanderweg                    | Wegzeichen | Wegstrecke | Weglänge |
| Rundwanderweg Rund um den Hauptort | O          | Niederhof – Diezenkausen – Hermesdorf – Neuenhof – Biebelshof – Escherhof – Luetzingen – Heide – Hufen – Baumen – Herfen – Ruh – Hoff – westlich Hahn – südlich Puhl – Happach – südlich Bröl – Niederhof | 19 km    |
| Rundwanderweg                      | A8         | Niederhof – Thierseifen – Wilkenroth – Niederhof | 4,2 km   |
| Rundwanderweg                      | A9         | Niederhof – nördlich Diezenkausen – südlich Thierseifen – Niederhof | 3 km     |